# Upton Grey
Upton Grey est une paroisse civile et un village du Hampshire, en Angleterre.